# William Howie
 (octobre 2020).
Pour les articles homonymes, voir Howie.
William Howie, baron Howie de Troon (2 mars 1924 - 26 mai 2018), connu sous le nom de Will Howie, est un homme politique du parti travailliste britannique et député.

## Biographie
Howie est élu à la Chambre des communes lors d'une élection partielle de 1963 dans la circonscription de Luton, à la suite de la nomination du député conservateur Charles Hill à la présidence de l'Independent Television Authority. Il est réélu aux élections générales de 1964 avec une majorité de seulement 723 voix.
Il occupe son siège aux élections de 1966 avec une majorité accrue de 2 464 voix, mais aux élections générales de 1970, il perd son siège au profit du conservateur Charles Simeons.
Le 21 avril 1978, il devient pair à vie en tant que baron Howie de Troon, de Troon dans le district de Kyle et Carrick.